# LD50
В токсикологията, средната летална доза LD50 (съкращение за „смъртоносна доза, 50%“), LC50 (летална концентрация, 50%) или LCt50 (летална концентрация и време) на токсини, радиация или патоген е на необходимата доза за убиване на половината от членовете на тестваната група след определена продължителност на изпитването. LD50 често се използва като общ показател на острота на токсичност на веществото. Тестът е създаден от J.W. Trevan през 1927 г.

## Основни положения
LD50 обикновено се изразява като масата на вещество за единица маса на тестовия обект, най-често като милиграма вещество на килограм телесна маса. Изразяването по този начин позволява да се сравняват относителната токсичност на различни вещества и нормализира при промяна в размера на тестовите животни, въпреки че токсичността невинаги се изменя пропорционално с телесната маса. Обикновено, LD50 на дадено вещество е дадена в милиграми на килограм телесно тегло. В случая на някои невротоксини като батрахотоксин, един от най-смъртоносните известни токсини, LD50 може да бъде изразен по-удобно, като микрограма на килограм (μg / kg), или нанограма на килограм (ηg/kg) на телесна маса.
С изборът на 50% смъртност като база за сравнение се избягва потенциално двусмислието на измервания в крайности и намалява количеството на изпитванията. Все пак, това също означава, че LD50 не е смъртоносна доза за всичкитест-обекти, някои от тях могат да бъдат убити с много по-малко, а другите да оцелеят при дози, много по-високи, отколкото LC50. Мерки като „LD1“ и „LD99“ (Необходимата доза, за да убие 1% или 99% от обектите в теста) понякога се използват за конкретни цели.
Смъртоносна доза често варира в зависимост от метода на приложение, например, много вещества са по-малко токсични, когато се прилага през устата, отколкото при интравенозно прилагане. Поради тази причина, LD50 често са квалифицирани с режима на приложение, например, „LD50 IV“ (интравенозно).
Свързаните количества LD50/30 или LD50/60 се използват да се отбележи, че без лечение дозата ще бъде смъртоносна за 50% от обектите в рамките на (съответно) 30 или 60 дни. Тези мерки се използват по-често в рамките на радиационната физика, оцеляване и след 60 дни обикновено води до възстановяване.
Съпоставимо измерване е LCt50, която се отнася до смъртоносна доза от експозиция, където C е концентрацията и t е времето. Това често се изразява по отношение на mg-min/m³. ICt50 е дозата, която ще доведе до временна безпомощност, а не смърт. Тези мерки често се използват за обозначаване на сравнителната ефикасност на бойни отровни вещества, а дозировките обикновено са определяни с темпове на дишането (например, 10 л/мин) за вдишване, или степента на контакт за кожно проникване. Понятието Ct е предложен от Фриц Хабер и понякога е наричан Закона Хабер, което предполага, че експозицията за 1 минута от 100 мг/м ³, са еквивалентни на 10 минути от 10 мг/м ³ (едно × 100 = 100, ≡ 10 × 10 = 100).
Някои химични вещества, като например водороден цианид, бързо се детоксикира от човешкото тяло, и не следва Закона Хабер. Така че, в тези случаи, летална концентрация може да се даде просто като LC50 и от продължителността на експозицията (например 10 минути).
За болестотворни организми мярката е известна като средната инфекциозна доза. Средната инфекциозна доза (ID50) е броят на организми, получени от лице или животински тест, определени по начина на приложение (например, 1200 организации / човек орално). Поради трудности при преброяване на действителните организми в една доза, инфекциозни дози може да бъде изразена по отношение на биологичен тест, като броят на LD50 някои тестови животно. В биологичните войни инфекциозни доза е броят на инфекциозни дози на минута за кубичен метър (например, ICt50 е 100 средни дози – мин. / m³).